# Gonghe, Guangdong
Gonghe (kinesiska: 共和) är en köping i sydöstra Kina. Den ligger i Heshan i staden Jiangmen i provinsen Guangdong, omkring 73 kilometer sydväst om provinshuvudstaden Guangzhou. Antalet invånare är 41 338. Befolkningen består av 18 412 kvinnor och 22 926 män. Barn under 15 år utgör 9,0 %, vuxna 15-64 år 84 %, och äldre över 65 år 5,0 %.